# Una sull'altra
Una sull'altra è un film del 1969, diretto da Lucio Fulci.
È il primo giallo diretto dal regista romano, in precedenza autore di commedie e musicarelli. Si tratta di un giallo erotico, con scene lesbo tra Marisa Mell e Elsa Martinelli, ed a differenza dei successivi gialli del regista non presenta scene shock, ma è strutturato come un giallo classico.

## Trama
George Dummurrier è un giovane e ambizioso medico che, insieme al fratello Henry, gestisce una prestigiosa clinica sempre sull'orlo della bancarotta; infatti sulla struttura grava una pesante ipoteca e George, per trovare sponsor e finanziatori, non risparmia uscite sensazionalistiche con la stampa, come annunciare la prima operazione per il trapianto di cuore.
Neanche la vita coniugale di George è semplice: i rapporti con sua moglie Susan, gravemente malata d'asma, sono ai ferri corti e il medico preferisce passare del tempo con la sua amante Jane e lasciare Susan alle cure di un'infermiera privata.
Una notte Susan muore in seguito ad un grave attacco e George scopre di essere il beneficiario di una polizza sulla vita da un milione di dollari. Grazie a quei soldi riesce a sistemare i problemi finanziari della clinica ed inoltre, scomparsa la moglie, può finalmente dedicarsi totalmente a Jane.
Qualche tempo dopo, mentre è a cena fuori con Jane, George riceve una telefonata anonima che gli suggerisce di visitare un locale notturno dove si esibisce una ballerina particolare. Recatosi nel night insieme a Jane i due fanno la conoscenza di Monica Weston spogliarellista del tutto uguale a Susan se non per il fatto di essere bionda e avere gli occhi verdi invece che castani.
George è comunque sospettoso di Monica e pensa che possa davvero essere sua moglie, quindi decide di incontrarla; mentre è a casa della ragazza, George nota un flaconcino di una medicina usata da Susan e inizia a fare domande sulla salute a Monica. Il dialogo viene interrotto dall'arrivo di un'amica della donna che le chiede di farsi ridare proprio quel flaconcino che le aveva prestato, in modo da far cadere qualunque dubbio a George sull'identità della ragazza.
Tuttavia la compagnia assicuratrice in cui Susan aveva stipulato la polizza sospetta una truffa e grazie ad un suo investigatore scopre l'esistenza di Monica, e chiede alla polizia di aprire un'inchiesta. Il cadavere di Susan viene riesumato, e si scopre che la donna è morta per avvelenamento; Monica viene quindi interrogata dalla polizia, che perquisendo il suo appartamento trova un biglietto in cui sembra che la ragazza si sia allenata a falsificare la firma di Susan. Pressata dalla polizia Monica crolla e confessa di aver ricevuto 10 000 dollari da George per falsificare la polizza assicurativa di Susan: la prova è una busta piena di soldi nascosta nell'appartamento di Monica che reca le impronte digitali del medico.
Intanto George inizia a sospettare dell'infermiera lasciata con Susan la notte della morte della donna. Infatti, mentre è nello studio fotografico di Jane, l'uomo riconosce la donna in una delle modelle fotografate. Grazie a Larry, collega di Jane, scopre che la ragazza si chiama in realtà Elizabeth O'Neill e fa la spogliarellista nello stesso locale di Monica. La ragazza sembra però sparita nel nulla e dopo la scoperta delle impronte digitali di George sulla busta trovata a casa di Monica, il medico viene arrestato e condannato alla camera a gas.
Il giorno prima dell'esecuzione, George riceve la visita di suo fratello Henry. Protetto dall'insonorizzazione della stanza, privilegio lasciato ai condannati a morte, Henry confessa di aver architettato l'intero piano insieme a Susan, in realtà ancora viva. I due erano da tempo amanti ed entrambi covavano del risentimento per George: Henry perché il padre aveva lasciato la clinica solo al fratello, e Susan perché trascurata da lui.
Susan inizia così a fingere la sua malattia e a crearsi il personaggio di Monica Weston. La notte della tragedia viene uccisa Elizabeth, la spogliarellista ingaggiata da Susan e Henry per fingersi infermiera. Come unico erede di George, Henry eredita la clinica che grazie ai soldi della polizza non è più ipotecata ed è facilmente vendibile: con i soldi ricavati Henry e Susan fuggono in Francia lasciando George a morire.
L'uomo però non si arrende e confessa tutto al suo avvocato che chiede il riesame dell'impronta dentale del cadavere; purtroppo Henry aveva previsto tutto sostituendo l'impronta di Susan con quella di Elizabeth, e la condanna a morte di George viene confermata.
Mentre Henry e Susan sono a Parigi, vengono rintracciati da Benjamin Wormser, un vecchio amante che la donna si era fatta con l'identità di Monica. L'uomo, accecato dalla gelosia, spara e uccide i due amanti. La polizia francese comunica subito l'omicidio di due cittadini americani alle autorità statunitensi, e così l'esecuzione di George viene interrotta all'ultimo minuto.

## Produzione
Fulci e lo sceneggiatore Roberto Gianviti scrissero il film sulla scia del successo de Il dolce corpo di Deborah, diretto nel 1968 da Romolo Guerrieri. Molti critici scrissero invece che era ispirato a La donna che visse due volte, uno dei capolavori di Alfred Hitchcock. Questa convinzione era rafforzata dalla frase di lancio del film, che diceva: «Questo film comincia dove Hitchcock finisce».

### Sceneggiatura
Lucio Fulci considerava la sceneggiatura del film come una delle sue migliori. Ci volle un anno per scriverla, perché non si riusciva a trovare un colpo di scena convincente, per il finale. Gianviti ebbe l'idea del fuso orario, ma la storia era stata pensata per svolgersi in Francia e quindi Fulci e Gianviti si accorsero che sarebbe stato necessario ambientare il film negli Stati Uniti. Proposero il cambiamento di ambientazione al produttore Edmondo Amati, che accettò perché stava girando oltreoceano la pellicola di Alberto De Martino Gli Insaziabili, e decise di utilizzare il film di Fulci come titolo di ripiego. Alla fine però l'opera di Fulci incassò molto di più del film di De Martino.

### Riprese
Le riprese del film, con il titolo di lavorazione provvisorio Perversion story, iniziarono il 2 dicembre 1968 e durarono otto settimane.
Il film fu girato a San Francisco, nel penitenziario di San Quintino, a Reno, a San Luis Obispo ed a Sacramento. Gli interni furono girati in Italia.

## Distribuzione

### Date
Il film uscì il 15 agosto 1969.

### Titoli
Negli Stati Uniti il film uscì con il titolo One on Top of the Other, mentre nel 2007 è uscito in DVD nella versione uncut con il titolo Perversion story, che era in origine il titolo di lavorazione della pellicola.

### Censura
Una sull'altra, uscito nelle sale con il divieto ai minori di 18 anni, fu denunciato come "spettacolo osceno". Il 10 settembre 1969 fu sequestrato. Fulci e Amati tagliarono alcune scene del film, che tornò così nelle sale cinematografiche.
Nei passaggi televisivi sono presenti alcuni tagli, mentre nel 2006 è uscito in Italia il DVD con la versione integrale.

## Accoglienza

### Incassi
Il film incassò circa 869 milioni di lire.

### Critica
FilmTv.it definisce il film "Storia poco verosimile, ma di discreta presa. Famosa scena lesbo tra Marisa Mell ed Elsa Martinelli."